# حسینیه بزرگ ده‌آباد
حسینیه بزرگ ده آباد مربوط به دوره زند است و در میبد، محله ده آباد، بلوار شهید مطهری واقع شده و این اثر در تاریخ ۲۴ اسفند ۱۳۸۳ با شمارهٔ ثبت ۱۱۶۴۰ به‌عنوان یکی از آثار ملی ایران به ثبت رسیده است.